# 1987년 토론토 국제 영화제
제12회 토론토 국제 영화제는 1987년 9월 10일부터 9월 19일까지 캐나다 온타리오주 토론토에서 열린 시상식이다. 개막작은 패트리샤 로제마의 인어가 노래하는 소리를 들었네이다.
롭 라이너의 프린세스 브라이드는 페스티벌에서 피플스 초이스 어워드(People's Choice Award)를 수상했다. 영화의 스타 중 한 명인 앙드레 더 자이언트(André the Giant)는 영화제에서 영화가 초연되는 동안 그를 위해 특별히 제작된 좌석에 앉아 있었다.

## 수상 및 후보

### 관객상
- 프린세스 브라이드 - 로브 라이너 수상

### FIPRESCI-상
- 밤의 동물원 - 장-클로드 라우존 수상